# Brigitte Voigt
Brigitte Voigt (geb. 1934 in Magdeburg; gest. 28. März 2025) war eine deutsche Fotografin und Redakteurin. Sie war über 20 Jahre Leiterin der Bildredaktion des Magazin.

## Leben
Brigitte Voigt wuchs in Magdeburg auf und wurde zur Landschaftsgärtnerin und zur Bibliothekarin ausgebildet. Anschließend studierte sie an der Kunsthochschule Berlin-Weißensee. Sie betätigte sich zunächst als Grafikerin, fand aber unter Anleitung von Arno Fischer schnell zur Fotografie. Ihr zentrales Thema wurde das Aufwachsen von Kindern, ein in den 1950er Jahren eher ungewöhnliches Sujet. Sie beobachtete Kinder vom ersten Moment achtungsvoll als eigenständige Persönlichkeiten. Als ihre Diplomarbeit gestaltete sie 1963 den Bildband Wir sind jetzt vier, zu dem Günther Rücker die Texte beisteuerte. Zu einer Publikation des Buches kam es nicht, da der von den offiziellen Stellen gewünschte Bezug zum sozialistischen Staat fehlte.
Nach dem Studium entschied sie sich aus familiären Gründen gegen eine freiberufliche Laufbahn und wurde Redakteurin der Zeitschrift Das Magazin. Von 1965 bis 1988 leitete sie dort die Bildredaktion. In dieser Funktion wurde sie als Auftraggeberin und Redakteurin zu einer der wichtigsten Förderinnen der ostdeutschen Autorenfotografie. Unter ihrer Leitung veröffentlichten unter anderem Arno Fischer, Sibylle Bergemann, Roger Melis, Helga Paris, Ute Mahler und Ulrich Wüst. Darüber hinaus veröffentlichte sie Fotos internationaler Fotografen wie Man Ray, Dorothea Lange, Irving Penn, Richard Avedon, Diane Arbus, Inge Morath, Sarah Moon und Helmut Newton.
Sie war Mitglied der Fotografengruppe Direkt und in deren Ausstellungen vertreten. Sie veröffentlichte ihre Fotos im Magazin, der Sybille und der Neuen Berliner Illustrierten. Die Möglichkeit zu einem eigenen Bildband oder einer Einzelausstellung erhielt sie in der DDR nicht. Die Wiederentdeckung ihres Werkes begann 2014 mit der Veröffentlichung des Bildbandes Aus Kindern werden Leute und der ersten Personalausstellung zu ihrem 80. Geburtstag.
Eine Auswahl von Fotografien Brigitte Voigts findet sich in der Datenbank der bpk-Bildagentur der Stiftung Preußischer Kulturbesitz. Werke von ihr befinden sich auch im New Yorker Museum of Modern Art.

## Werke
- Brigitte Voigt: Aus Kindern werden Leute: Fotografien 1958–1988, Lehmstedt Verlag 2014, ISBN 978-3-942473-92-7

## Ausstellung
- Brigitte Voigt: Fotografien, Galerie argus fotokunst Berlin, 2014